# Трипръстки
Трипръстките (Turnix) са род малки земни птици от семейство Трипръсткови (Turnicidae).

## Описание
Тези птици са подобни на пъдпъдъците, имат кафеникав цвят, бяла шия и пухкави пера. Мъжките са по-бледи на цвят и много по-малки от женските.

## Разпространение
Представителите на рода могат да се открият в топлите ливади и сред храстите с висока трева на Азия, Африка, Европа и Австралия.

## Видове
- Turnix castanota
- Turnix everetti
- Turnix hottentotta
- Turnix maculosa
- Turnix melanogaster
- Turnix nana
- Turnix nigricollis
- Turnix ocellata
- Turnix olivii
- Turnix powelli
- Turnix pyrrhothorax
- Turnix suscitator
- Turnix sylvatica
- Turnix tanki
- Turnix varia
- Turnix velox
- Turnix worcesteri